# Sant Domènec d'Argentona
Sant Domènec d'Argentona o Sant Domingo d'Argentona és un conjunt format per una font, una capella i les mines vella i nova. L'obra és d'Argentona (Maresme) i està protegida com a bé cultural d'interès local.

## Descripció
La font és una de les més populars de la vila, i està situada al carrer Major molt a prop de la plaça del mercat. La font té tres brolladors i una pica rectangular i s'hi accedeix davallant unes escales, ja que la font queda a tres metres per sota del nivell del carrer. A dalt hi ha una capelleta on dins d'una fornícula adovellada hi ha la imatge del Sant. Probablement la darrera reforma de la urbanització de la font fou entre els anys 1950 i 1960. El 4 d'Agost, per Sant Domènec es fa la benedicció de l'aigua per un antic vot del poble a la font dedicada al Sant i així nasqué la Festa del Càntir i la Xarbotada. Entre altres activitats, a aquesta festa es dissenya un model exclusiu i únic de càntir cada any, que passa a engrandir el Museu del Càntir.

## Història
La font de Sant Domingo és d'època medieval. La trobem documentada al segle xiii, tot i que no tenia aquesta mateixa advocació. Al segle xvii fou traslladada al lloc actual. El 1636 el Consell de la Vila va acordar la celebració de la festivitat de Sant Domingo. L'aspecte actual és, però, de 1883 quan s'hagué de rebaixar per problemes de manca d'aigua. Es tractava d'una font d'ús comunitari situada fora dels límits de la vila. Entre les feixes de l'hort de la Font i la Feixa de la Font que avui dia correspon aproximadament a l'encreuament dels carrers Torres i Bages amb Dolors Montserdà.
A mitjan segle xviii es construeix la primera mina amb la finalitat de canalitzar l'aigua i ubicar la font a un lloc diferent. És en aquest moment quan es construeix la font amb dos brolladors i la capelleta per acollir la imatge del sant. El 1761 es refeia l'empedrat del davant de la font. L'any 1763 es refà la coberta. A començament de 1883 la font de Sant Domingo queda sense aigua i cal buscar solucions alternatives per abastir aquest sector de la població. Es decideix rebaixar la mina per tal d'accedir a una nova deu. És en aquest moment que es fa la nova mina a més profunditat. El 1885 es va produir un esfondrament i al 1887 hi ha problemes de filtracions d'aigües residuals que obliguen a fer una intervenció. El 1957 es fa una reforma integral que dona al conjunt l'aspecte que té avui dia Aquesta font té un gran significat per la població d'Argentona, ja que es fan celebracions com la benedicció de l'aigua el dia 4 d'agost amb motiu de la festa del càntir.
La mina vella fou construïda a cel obert recobrint les parets amb pedres de granit, la coberta també és feta a base de grans lloses de granit. És de forma rectangular i va a molt poca profunditat respecte de la superfície. La mina vella segurament fou construïda a finals del segle xvii. La primera notícia que en tenim és del 1751, quan els regidors de la vila d'Argentona sol·liciten a l'Intendent General de Catalunya que els concedeixi el dret de buscar aigües en aquella zona.
La mina Nova fou excavada en el sauló el 1883. En bona part està recoberta de rajoles, als laterals, i peces de ceràmica cuita, a la volta.